# Sośno (gemeente)

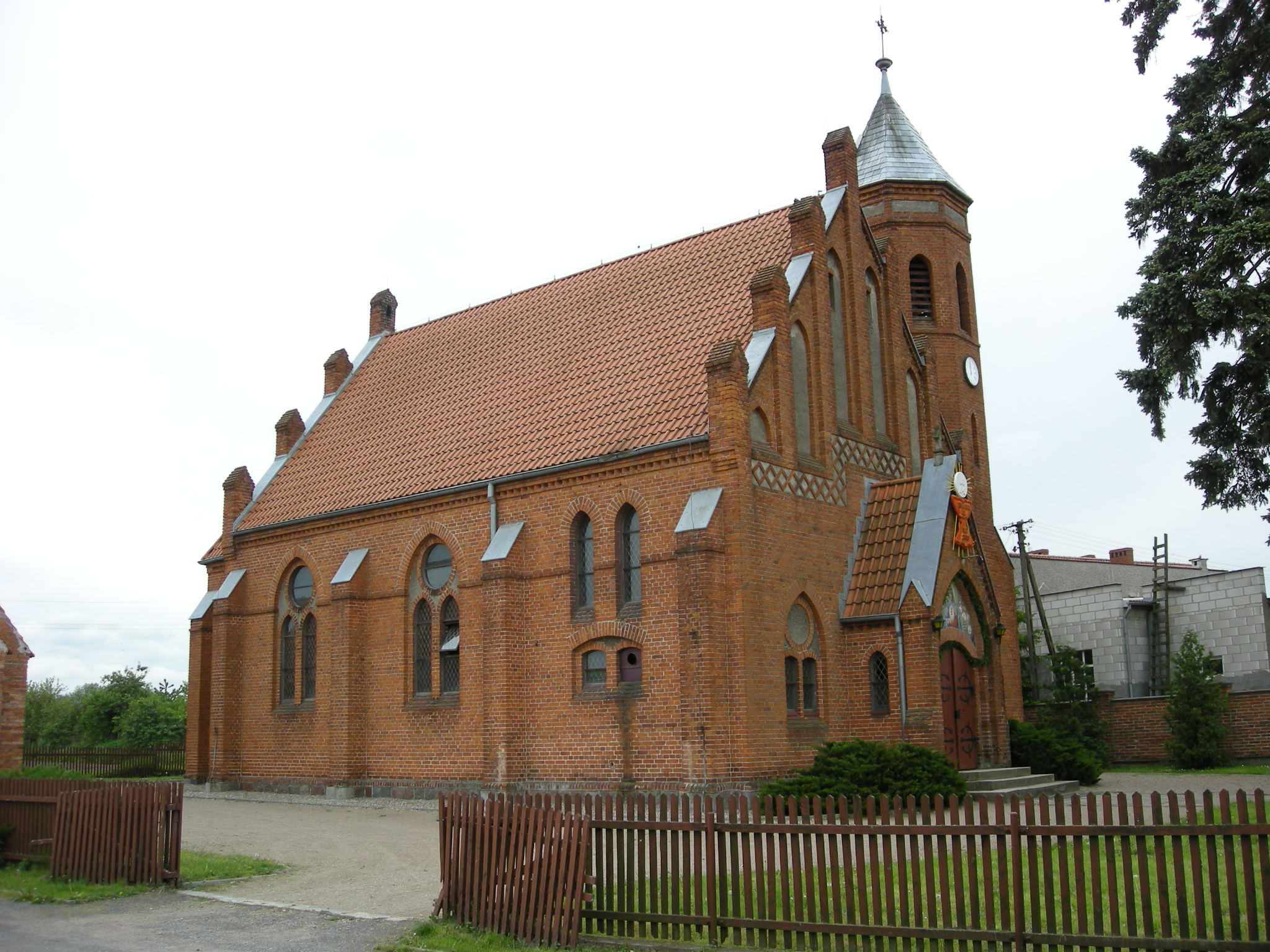
Kerk van Sośno

De gemeente Sośno is een landgemeente in het Poolse woiwodschap Koejavië-Pommeren, in powiat Sępoleński.
De zetel van de gemeente is in Sośno.
Op 30 juni 2004 telde de gemeente 5105 inwoners.

## Oppervlakte gegevens
In 2002 bedroeg de totale oppervlakte van gemeente Sośno 162,76 km², waarvan:
- agrarisch gebied: 75%
- bossen: 15%

De gemeente beslaat 20,58% van de totale oppervlakte van de powiat.

## Demografie
Stand op 30 juni 2004:
| Omschrijving                   | Totaal | Totaal | Vrouwen | Vrouwen | Mannen | Mannen |
| ------------------------------ | ------ | ------ | ------- | ------- | ------ | ------ |
| eenheid                        | aantal | %      | aantal  | %       | aantal | %      |
| inwoners                       | 5105   | 100    | 2515    | 49,3    | 2590   | 50,7   |
| bevolkingsdichtheid (inw./km²) | 31,4   | 31,4   | 15,5    | 15,5    | 15,9   | 15,9   |

In 2002 bedroeg het gemiddelde inkomen per inwoner 1578,43 zł.

## Administratieve plaatsen (sołectwo)
Dębiny, Dziedno, Jaszkowo, Mierucin, Obodowo, Olszewka, Przepałkowo, Rogalin, Roztoki, Sitno, Skoraczewo, Sośno, Sośno-Zielonka, Szynwałd, Tonin, Toninek, Tuszkowo, Wąwelno, Wielowicz, Wielowiczek.

## Overige plaatsen
Borówki, Ciosek, Dębowiec, Leśniewice, Na Dziedno, Ostrówek, Płosków, Pod Lasem, Pod Mroczą, Pod Ostrówek, Pod Pęperzyn, Pod Skoraczewo, Skoraczewiec, Skoraczewko, Świdwie, Wybudowania, Wybudowanie Jaszkowskie, Wybudowanie Pod Sośno, Wybudowanie Pod Wąwelno.

## Aangrenzende gemeenten
Gostycyn, Koronowo, Mrocza, Sępólno Krajeńskie, Sicienko, Więcbork